# Colyton (Devon)
Colyton ist eine Stadt in England, Großbritannien. Administrativ gehört sie zum Distrikt East Devon in der Grafschaft Devon.

## Verkehr und geographische Lage
Die Stadt liegt auf einer Höhe von 15 Metern über dem Meeresspiegel im Osten bis 70 Metern im Westen. Der Ärmelkanal befindet sich etwa drei Kilometer südlich der Stadt. Der nächste internationale Flughafen ist der 25 Kilometer westlich liegende Exeter International Airport. Die Straße mit der Nummer A3052 verläuft knapp einen Kilometer südlich von Colyton.

## Geschichte
Während der Zeit des Römischen Reichs wurde südlich der heutigen Stadt eine Siedlung angelegt. Die nächsten Siedler in diesem Gebiet waren die Sachsen, welche dem Ort zu einem gewissen Maß an Wohlstand verhalfen. Im 15. Jahrhundert war Colyton einer der reichsten Orte in der Gegend. Heinrich VIII. ließ 1539 den Besitzer des Ortes Henry Courtney köpfen und konfiszierte dessen Eigentum. 1546 oder 1549 kauften Einwohner Colytons den Ort vom König Henry VIII. zurück. Henry VIII. gab der Stadt auch das Recht an drei Tagen der Woche einen Markt abzuhalten.
1851 lebten 2.504 Menschen in der Stadt.

## Sehenswürdigkeiten
Sehenswert ist die Kirche St. Andrew aus dem 15. Jahrhundert. In ihr befindet sich ein restauriertes Kreuz, welches von den Sachsen zwischen 800 und 900 errichtet wurde.
Von dem originalen Stationsgebäude aus dem Jahr 1868 fährt die Seaton Tramway durch zwei Naturschutzgebiete in die am Ärmelkanal gelegene Stadt Seaton.

## Söhne und Töchter der Stadt
- Francis Drake (1764–1821), Diplomat
- Sir Rex Edward Richards FRS FRSC FBA (1922–2019), Chemiker